# 馬庫申火山

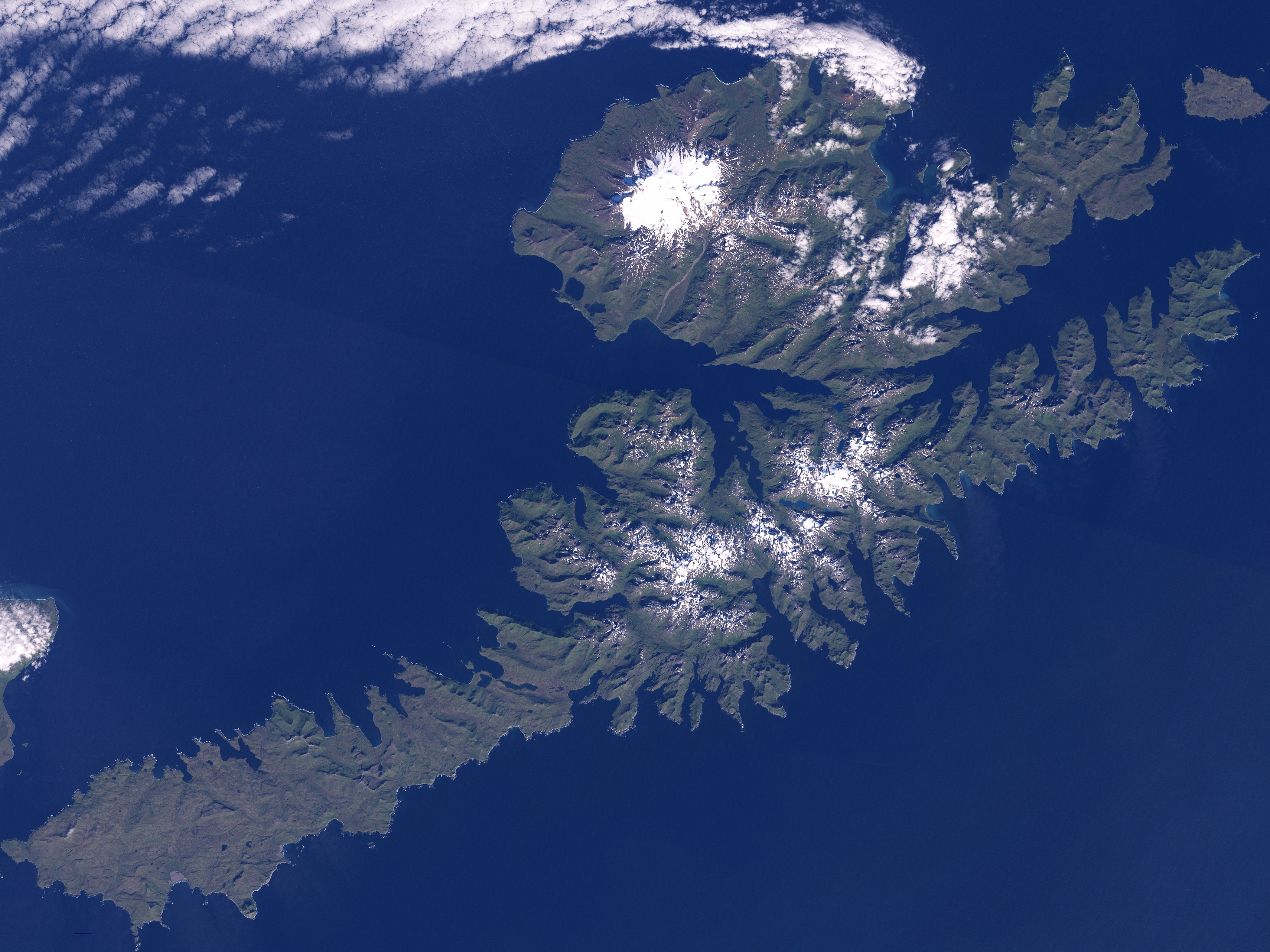

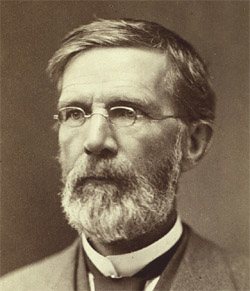

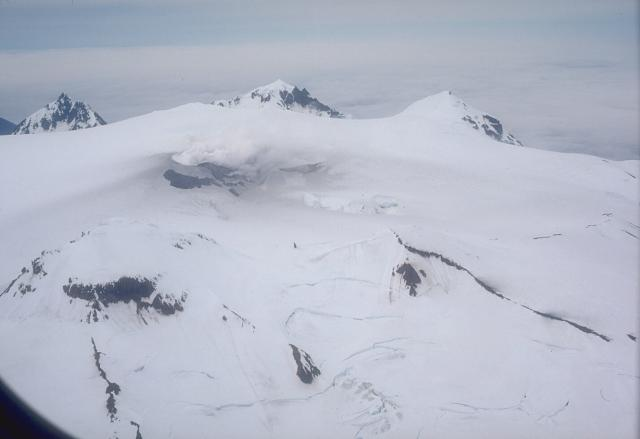

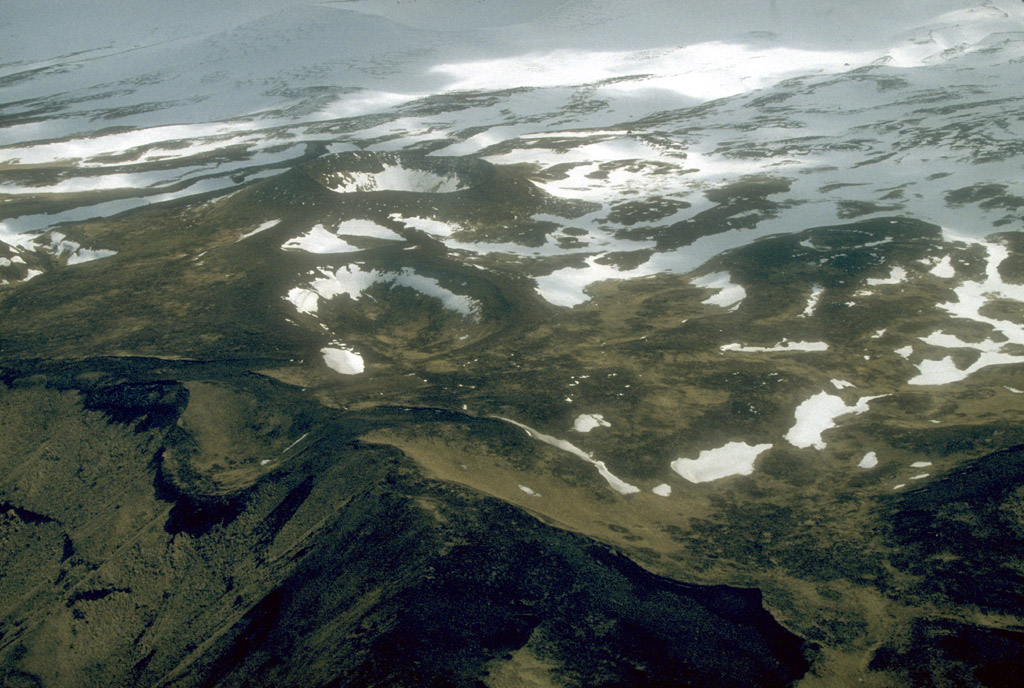

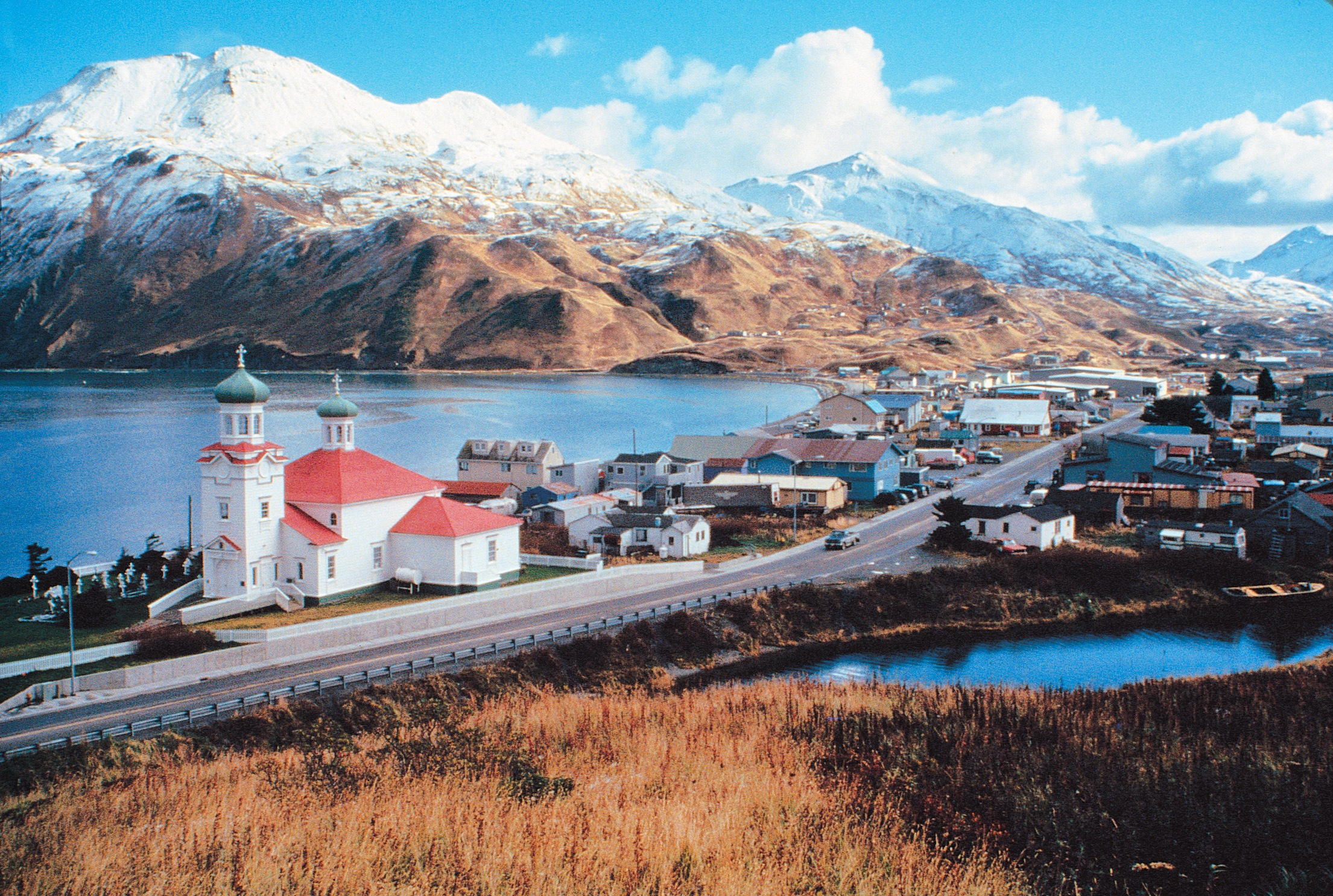

馬庫申火山是美國的火山，位於烏納拉斯卡島，由阿拉斯加州負責管轄，屬於阿留申山脈的一部分，海拔高度2,036米，最近一次火山噴發在1995年1月30日發生。

## 外部連結
- Global Volcanism Program （页面存档备份，存于）
- Volcanoes of the Alaska Peninsula and Aleutian Islands-Selected Photographs （页面存档备份，存于）
- Alaska Volcano Observatory （页面存档备份，存于）
- Volcanoes USGS （页面存档备份，存于）